# Nottingham Challenger 2003
Il Nottingham Challenger 2003 è stato un torneo di tennis facente parte della categoria ATP Challenger Series nell'ambito dell'ATP Challenger Series 2003. Il torneo si è giocato a Nottingham in Gran Bretagna dal 27 ottobre al 2 novembre 2003 su campi in cemento indoor.

## Vincitori

### Singolare
Joachim Johansson ha battuto in finale  John van Lottum con il punteggio di 6–4, 6(4)–7, 6–2

### Doppio
Amir Hadad /  Harel Levy hanno battuto in finale  Scott Humphries /  Mark Merklein con il punteggio di 6–4, 6(3)–7, 6–3